# Samantha Bee
Samantha Bee est une actrice canadienne née le 25 octobre 1969 à Toronto.

## Filmographie

### Scénariste
- 2007 : Not This But This
- 2016-2017 : Full Frontal with Samantha Bee (62 épisodes)
- 2016-2018 : The Detour (32 épisodes)

### Productrice
- 2007 : Not This But This
- 2016-2017 : Full Frontal with Samantha Bee (65 épisodes)
- 2016-2018 : The Detour (19 épisodes)

### Actrice

#### Cinéma
- 2004 : Ham and Cheese : Beth Goodson
- 2007 : Underdog, chien volant non identifié : Principal
- 2008 : Love Gourou : Cinnabon Cashier
- 2008 : Coopers' Camera : Nancy Cooper
- 2009 : Maman, mode d'emploi : Alison Hopper
- 2009 : Whatever Works : la mère de Chess
- 2010 : La forêt contre-attaque : Principale Baker
- 2010 : Crazy Night : la femme à Times Square
- 2014 : Permis d'aimer : Debbie
- 2015 : Get Squirrely : Raitch
- 2015 : Sisters : Liz
- 2018 : Elliot the Littlest Reindeer : Hazel

#### Télévision
- 2000 : Real Kids, Real Adventures : une voisine (1 épisode)
- 2001 : The Endless Grind : plusieurs personnages
- 2001 : Ham I Am
- 2003 : Jasper, Texas : Kathy
- 2005 : Odd Job Jack : Linda Callahan (1 épisode)
- 2006 : Love Monkey : Carol Dulac (1 épisode)
- 2007 : Not This But This : plusieurs personnages
- 2007 : Rescue Me : Les Héros du 11 septembre : l'agent immobilier (1 épisode)
- 2007 : La Petite Mosquée dans la prairie : Nancy Layton (1 épisode)
- 2007 : Two Families
- 2009-2011 : Bored to Death : Renee Dalton (3 épisodes)
- 2010 : New York, police judiciaire : Vanessa Carville (1 épisode)
- 2010 : Love Letters : Melissa
- 2010-2012 : 1, rue Sésame : la mère oie (2 épisodes)
- 2011 : Michael: Every Day : Nancy Slade (1 épisode)
- 2011-2015 : The Daily Show : plusieurs personnages (6 épisodes)
- 2012 : Good God : Shandy Sommers (9 épisodes)
- 2012-2017 : Bob's Burgers : Liz et Pam (4 épisodes)
- 2013 : Phinéas et Ferb : Lyla Lolliberry (2 épisodes)
- 2013 : Bounty Hunters : Stacy (13 épisodes)
- 2013-2017 : Creative Galaxy : Maman (22 épisodes)
- 2014 : The Michael J. Fox Show : Dr Young (1 épisode)
- 2014 : RIP : Fauchés et sans repos : Darcy (2 épisodes)
- 2015 : Halal in the Family : Wendy (1 épisode)
- 2015-2016 : Game On : Geri (25 épisodes)
- 2016-2017 : The Detour : la mère de Nate (2 épisodes)
- 2018 : Full Frontal with Samantha Bee (1 épisode)